# Bernd Fischer
Pour les articles homonymes, voir Fischer.
Bernd Fischer, né le 18 décembre 1936 à Bad Endbach dans le Land de Hesse, mort le 13 août 2020 est un mathématicien allemand.
Il est principalement connu pour son théorème de caractérisation des groupes de transpositions, qu'il démontra en 1970.

## Biographie
Il obtint son Ph.D. en 1963 à l'université Johann Wolfgang Goethe de Francfort-sur-le-Main sous la direction de Reinhold Baer. Son thème de travail était Distributive Quasigruppen endlicher Ordnung (Quasigroupes distributifs d'ordre fini). Son travail reste pour l'heure non publié ce qui explique le relatif manque d'informations à son sujet. Il a dirigé entre autres la thèse de Bernd Stellmacher.

## Énoncé du théorème
Soit G un groupe de 3-transpositions (en) fini et D une classe de conjugaison de G tels que le centre de G soit réduit au groupe trivial et que le groupe dérivé de G soit simple. Alors l'une des six caractérisations suivantes de G est vraie :
1. G≃Sn, groupe symétrique d'indice n et D est l'ensemble des transpositions de G.
2. G≃Sp2n(2), groupe symplectique de dimension 2n sur le corps à deux éléments et D est l'ensemble des transvections de G.
3. G≃PSUn(2), groupe spécial unitaire projectif (en) de dimension n sur le corps à deux éléments et D est l'ensemble des transvections de G.
4. G≃O2n(2), un groupe orthogonal de dimension 2n sur le corps à deux éléments et D est l'ensemble des transvections de G.
5. G≃un sous-groupe d'indice 2 d'un groupe orthogonal de dimension n sur le corps à trois éléments, engendré par une classe de conjugaison de réflexions D.
6. G≃M22, M23 ou M24 et D est définie de manière unique comme une classe d'involutions de G.

## Autres découvertes
Les groupes mentionnés dans la caractérisation 5 furent découverts par Fischer lors de l'élaboration de son théorème. Les deux premiers sont des groupes simples sporadiques tandis que le dernier, bien que non simple (et a fortiori non sporadique), possède un sous-groupe simple. Ils sont connus sous le nom de groupes de Fischer mais sont également des groupes de Mathieu : on les note Fi22, Fi23 et Fi24 ou bien M22, M23 et M24 (Fischer utilisait cette deuxième appellation).
Fischer est également à l'origine de la découverte du groupe Bébé Monstre et avait conjecturé l'existence du groupe Monstre en 1973 avant qu'elle ne soit avérée neuf ans plus tard.